# ニフェ
ニフェ（nife）は地球内部構造の最下層を指す地球科学用語。核に相当する。今はほとんど使用されない。
地質学者エドアルト・ジュースは地球の内部が三層からなると考え、上からサル（sal、後にウェゲナーがシアル（sial）と改称）、シマ（sima）、ニフェ（nife）と名づけた。それぞれその層に特徴的な元素であるケイ素（Si）とアルミニウム（Al）、ケイ素とマグネシウム（Mg）、鉄（Fe）とニッケル（Ni）の元素記号を組み合わせた造語（ただし前述のとおりマグネシウムの元素記号はMg）である。